# Nulvi
Nulvi é uma comuna italiana da região da Sardenha, província de Sassari, com cerca de 3.007 habitantes. Estende-se por uma área de 67 km², tendo uma densidade populacional de 45 hab/km². Faz fronteira com Chiaramonti, Laerru, Martis, Osilo, Ploaghe, Sedini, Tergu.

## Demografia
| Variação demográfica do município entre 1861 e 2011                               |
|                                                                                   |
| Fonte: Istituto Nazionale di Statistica (ISTAT) - Elaboração gráfica da Wikipedia |